# 140i busz (Budapest)
A budapesti 140i jelzésű autóbusz a Budaörsi lakótelep és Törökbálint, bevásárlóközpont között közlekedett. A vonalat a Budapesti Közlekedési Zrt. üzemeltette. A járat Budapest területét nem érintette.

## Története
A járat 2013. február 1-jén indult 140i jelzéssel. A járat reggel Budaörs felé, délután Törökbálint felé közlekedett, más időpontokban a 140-es busz járt helyette.
2014. március 29-én a 4-es metró átadásával egy időben a 140B jelzést kapta, illetve útvonala is módosult: a budaörsi végállomásától a Szivárvány utca–Szabadság út–Bretzfeld utca helyett a Baross utcán közlekedik. A kimaradó szakaszon a Széll Kálmán térig meghosszabbított 140-es busz pótolja.

## Útvonala
| Törökbálint, bevásárlóközpont felé | Budaörsi lakótelep felé |
| --- | --- |
| Budaörsi lakótelep vá. – Szivárvány utca – Baross utca – Sport utca – Törökbálint, Vörösmarty Mihály út – Raktárvárosi út – Kápolna út – Sváb tér – Géza fejedelem utca – Bajcsy-Zsilinszky utca – Baross Gábor utca – Szent István utca – Kinizsi Pál utca – Régivasútsor utca – Barackos köz – Dulácska utca – Hosszúrét utca – Torbágy utca – Törökbálint, bevásárlóközpont vá. | Törökbálint, bevásárlóközpont vá. – Torbágy utca – Dulácska utca – Barackos köz – Régivasútsor utca – Kinizsi Pál utca – Szent István utca – Munkácsy Mihály utca – Kápolna utca – Raktárvárosi út – Vörösmarty Mihály út – Budaörs, Sport utca – Baross utca – Szivárvány utca – Budaörsi lakótelep vá. |

## Megállóhelyei
| 0 | Budaörsi lakótelep végállomás               | 20 | 40, 140, 240, 240E, 288, 289 779       |
| 1 | Budaörs, Patkó utca                         | 19 | 40E, 240, 240E, 289                    |
| 2 | Gimnázium                                   | 19 | 40E, 88, 188E, 240, 240E 756, 767, 779 |
| 3 | Bretzfeld utca                              | ∫  | 40                                     |
| 3 | Lévai utca                                  | 19 | 40, 40E, 188E 779                      |
| 4 | Sport utca                                  | ∫  | 140                                    |
| Budaörs–Törökbálint közigazgatási határa                                                                        |                                             |    |                                        |
| 5 | Méhecske utca                               | 16 | 140, 172E                              |
| 7 | Raktárváros                                 | 14 | 140, 172E                              |
| 8 | Tükörhegy                                   | 12 | 140, 172E                              |
| 9 | Bartók Béla utca                            | 11 | 88, 140, 172E, 272 755, 758            |
| 10 | Baross Gábor utca                           | ∫  | 88, 140, 172E, 272 755, 758            |
| ∫ | Törökbálint, Munkácsy Mihály utca           | 10 | 88, 140, 172E, 272 755, 758            |
| 11 | Harangláb                                   | 8  | 88, 140, 172E, 272 755, 758            |
| 12 | Ady Endre utca                              | 7  | 88, 140, 172E 755                      |
| 13 | Őszibarack utca (↓) Károlyi Mihály utca (↑) | 5  | 88, 140, 172E 756                      |
| 14 | Óvoda utca                                  | 4  | 140                                    |
| 15 | Határ utca                                  | 3  | 140                                    |
| A GLAXO és Törökbálint, bevásárlóközpont megállókat nem érintette, amikor a bevásárlóközpontok zárva tartottak. |                                             |    |                                        |
| 17 | GLAXO                                       | ∫  | 140                                    |
| 20 | Törökbálint, bevásárlóközpont végállomás    | 0  | 140                                    |